# Lettische Badmintonmeisterschaft 2000
Die Lettische Badmintonmeisterschaft 2000 fand in Riga statt. Es war die 37. Auflage der nationalen Titelkämpfe von Lettland im Badminton.

## Titelträger
| Disziplin    | Sieger                               |
| ------------ | ------------------------------------ |
| Herreneinzel | Mārtiņš Kažemaks                     |
| Dameneinzel  | Kristīne Šefere                      |
| Herrendoppel | Mārtiņš Kažemaks Edijs Līviņš        |
| Damendoppel  | Kristīne Šefere Dace Šneidere        |
| Mixed        | Mārtiņš Kažemaks Margarita Miķelsone |